# Črešnjice nad Pijavškim
Črešnjice nad Pijavškim este o localitate din comuna Krško, Slovenia, cu o populație de 27 de locuitori.